# Ben Turner (ciclista)
Benjamin Elliott Turner, detto Ben (Doncaster, 28 maggio 1999), è un ciclista su strada e ciclocrossista britannico che corre per il team Ineos Grenadiers.

## Palmarès

### Strada
- 2023 (Ineos Grenadiers, una vittoria)

Vuelta a Murcia
- 2025 (Ineos Grenadiers, una vittoria)

3ª tappa Giro di Polonia (Wałbrzych > Wałbrzych)

#### Altri successi
- 2018 (Corendon-Circus)

Romsée-Stavelot-Romsée
- 2025 (Ineos Grenadiers)

Classifica a punti Giro di Polonia

### Cross
- 2016-2017

Niels Albert CX Junior (Boom)
- 2018-2019

Jaarmarktcross Niel, 2ª prova DVV Verzekeringen Trofee Under-23 (Niel)
Azencross, 5ª prova DVV Verzekeringen Trofee Under-23 (Loenhout)
Grote Prijs Sven Nys, 6ª prova DVV Verzekeringen Trofee Under-23 (Baal)

## Piazzamenti

### Grandi Giri
- Giro d'Italia

2025: 120º
- Tour de France

2023: ritirato (13ª tappa)
2024: 115º
- Vuelta a España

2022: 71º

### Classiche monumento
- Milano-Sanremo

2025: 157°
- Giro delle Fiandre

2022: 35º
2023: ritirato
2024: 38°
2025: 59º
- Parigi-Roubaix

2022: 11º
2024: ritirato
2025: 92º
- Giro di Lombardia

2023: ritirato

### Competizioni mondiali
- Campionati del mondo di ciclismo su strada

Wollongong 2022 - In linea Elite: 100°
Glasgow 2023 - In linea Elite: ritirato
- Campionati del mondo di ciclocross

Heusden-Zolder 2016 - Junior: 27º
Bieles 2017 - Junior: 3º
Valkenburg 2018 - Under-23: 25º
Bogense 2019 - Under-23: 6º
Dübendorf 2020 - Under-23: 15º
Ostenda 2021 - Under-23: 9º
Fayetteville 2022 - Elite: 13º

### Competizioni europee
- Campionati europei su strada

Drenthe 2023 - In linea Elite: 24º
- Campionati europei di ciclocross

Huijbergen 2015 - Junior: 21º
Pontchâteau 2016 - Junior: 7º
Rosmalen 2018 - Under-23: 4º
Silvelle 2019 - Under-23: 12º